# Vieille maison de Milan Gajić à Maleševo
La vieille maison de Milan Gajić à Maleševo (en serbe cyrillique : Стара кућа Милана Гајића у Малешеву ; en serbe latin : Stara kuća Milana Gajića u Maleševu) se trouve à Maleševo, dans la municipalité de Golubac et dans le district de Braničevo, en Serbie. Elle est inscrite sur la liste des monuments culturels protégés de la République de Serbie (identifiant no SK 824).

## Présentation
La maison est située à proximité immédiate du centre du village. Elle a été construite au début du XIXe siècle et est caractéristique de l'architecture traditionnelle.
De plan rectangulaire, elle mesure 11,40 m sur 3,80. Les fondations sont en pierres concassées sur lesquelles sont placées des poutres en chêne ; les murs sont construits selon la technique des colombages et le toit à quatre pans est recouvert de tuiles posées sur des planches en chêne plus longues que le toit proprement dit.
L'espace intérieur est constitué de la « kuća », c'est-à-dire la « maison » au sens restreint du terme, qui occupe une position centrale ; cette pièce possède un foyer ouvert avec une cheminée et dessert deux autres pièces qui abritent des objets typiques de la culture matérielle de la région datant du début du XIXe siècle.
La maison a été démolie après l'effondrement du toit.